# Whodunit
Een whodunit of whodunnit (ontstaan uit het Engelse "Who has done it?") is een subgenre van detectiveverhalen, waarin de nadruk geheel ligt op het proberen te achterhalen wie de dader is van een moord of ander misdrijf. Vaak krijgt de lezer door het verhaal heen al kleine aanwijzingen, waarmee hij/zij nog voor de officiële ontknoping kan achterhalen wie de dader is. 
Bekende schrijvers van whodunits zijn Agatha Christie, Dorothy L. Sayers, Josephine Tey, Michael Innes, Nicholas Blake, Ellery Queen, Christianna Brand, Edmund Crispin en Francis Durbridge (de auteur van de Paul Temple-verhalen, in Nederland bekend als de Paul Vlaanderen-hoorspelen). Auteurs uit het Nederlandse taalgebied zijn Ivans en Havank. 